# Persone di cognome da Silva/Calciatori
| Questa pagina contiene informazioni ricavate automaticamente dalle voci biografiche con l'ausilio del template Bio e di un bot. L'aggiornamento è periodico e automatico e ricostruisce completamente la pagina. Se manca una persona in questa lista, sei pregato di non aggiungerla, ma accertati piuttosto che la sua voce biografica contenga il template Bio e che i dati anagrafici siano correttamente compilati. Se il template Bio manca, inseriscilo tu stesso o, in alternativa, metti l'avviso {{tmp\|Bio}} che ne segnala la mancanza. Se i dati riportati sono sbagliati, correggi direttamente la voce biografica; le modifiche saranno visibili in questa lista entro pochi giorni. Per chiarimenti vedi il progetto biografie. La lista contiene solo le 87 persone che sono citate nell'enciclopedia e per le quali è stato implementato correttamente il template Bio. Pagina aggiornata al 16 nov 2019. |

## A
- Ailton Cesar Junior Alves da Silva, calciatore brasiliano (Matão, n.1994 - La Unión, †2016)
- Alexandre Afonso da Silva, calciatore brasiliano (Uberlândia, n.1983)
- Alex Silva, calciatore brasiliano (Nanuque, n.1994)
- Alex Henrique da Silva, calciatore brasiliano (Ribeirão Preto, n.1982)
- Guga, calciatore brasiliano (Osasco, n.1964)
- Aloísio José da Silva, calciatore brasiliano (Atalaia, n.1975)
- André Luciano da Silva, calciatore brasiliano (Fortaleza, n.1981)
- Antônio da Silva, calciatore brasiliano (Rio de Janeiro, n.1978)
- Antônio Benedito da Silva, calciatore brasiliano (Campinas, n.1965)
- Ari Clemente, calciatore brasiliano (San Paolo, n.1939)
- Augusto Bruno da Silva, calciatore brasiliano (São Paulo, n.1992)

## C
- Veludo, calciatore brasiliano (Rio de Janeiro, n.1930 - Rio de Janeiro, †1973)
- Caiuby, calciatore brasiliano (San Paolo, n.1988)
- Edu Bala, calciatore brasiliano (San Paolo, n.1948)
- Cauê Cecilio da Silva, calciatore brasiliano (San Paolo, n.1989)
- Charles Marcelo da Silva, calciatore brasiliano (Belo Horizonte, n.1994)
- Christiano Florêncio da Silva, calciatore brasiliano (Jaboticabal, n.1978)
- Cristiano da Silva, calciatore brasiliano (Campo Mourão, n.1987)

## D
- Daniel da Silva, calciatore brasiliano (San Paolo (Brasile), n.1973)
- Dani Alves, calciatore brasiliano (Juazeiro, n.1983)
- Bobô, calciatore brasiliano (Gravatá, n.1985)
- Dionathã, calciatore brasiliano (Rebouças, n.1998)
- Mascarenhas, calciatore portoghese (Vila Salazar, n.1937 - Lisbona, †2015)
- Douglas da Silva, calciatore brasiliano (Florianópolis, n.1984)
- Dário Frederico da Silva, calciatore brasiliano (Marília, n.1991)

## E
- Edgar Bruno da Silva, calciatore brasiliano (São Carlos, n.1987)
- Edmílson Junior, calciatore belga (Liegi, n.1994)
- Edson Henrique da Silva, calciatore brasiliano (Itaquitinga, n.1987)
- Eduardo Fernando da Silva, calciatore uruguaiano (Artigas, n.1966)
- Eduardo Henrique da Silva, calciatore brasiliano (Limeira, n.1995)
- Elton Constantino da Silva, calciatore brasiliano (Juazeiro, n.1989)
- Erico Constantino da Silva, calciatore brasiliano (Juazeiro, n.1989)
- Evandro da Silva, calciatore brasiliano (Messias, n.1997)

## F
- Felipe Reinaldo da Silva, calciatore brasiliano (Ernestina, n.1978)

## G
- Gilson Jesus da Silva, calciatore brasiliano (Fortaleza, n.1973)

## J
- Jefferson Junio Antônio da Silva, calciatore brasiliano (Jaraguá, n.1997)
- Jorge Soares da Silva, calciatore portoghese (Lamego, n.1972)
- José Aílton da Silva, calciatore brasiliano (Cajueiro, n.1977)
- José Carlos Santos da Silva, calciatore brasiliano (Ipirá, n.1975)
- José Ricardo da Silva, calciatore brasiliano (Fortaleza, n.1939)
- José Welison, calciatore brasiliano (São Pedro, n.1995)
- João Batista da Silva, calciatore brasiliano (Porto Alegre, n.1955)

## L
- Leandro da Silva, calciatore brasiliano (Rio Branco do Sul, n.1989)
- Leandro da Silva, calciatore brasiliano (Itumbiara, n.1985)
- Leônidas, calciatore e allenatore di calcio brasiliano (Rio de Janeiro, n.1913 - Cotia, †2004)
- Lucas Gomes da Silva, calciatore brasiliano (Bragança, n.1990 - La Unión, †2016)
- Lucas Áfrico, calciatore brasiliano (San Paolo, n.1995)
- Lucas Moura, calciatore brasiliano (San Paolo, n.1992)
- Triguinho, calciatore brasiliano (Piquete, n.1979)
- Zelão, calciatore brasiliano (Pirajuí, n.1984)

## M
- Maguinho, calciatore brasiliano (Dores do Turvo, n.1992)
- Marco da Silva, calciatore francese (Compiègne, n.1992)
- Marco Antônio da Silva, calciatore brasiliano (Belo Horizonte, n.1966)
- Marcos Wilson da Silva, calciatore brasiliano (Rio de Janeiro, n.1995)
- Marinaldo Cícero da Silva, calciatore brasiliano (Palmares Paulista, n.1986)
- Mateus da Silva, calciatore brasiliano (Nossa Senhora da Glória, n.1991)
- Márcio Ivanildo da Silva, calciatore brasiliano (Petrolândia, n.1981)
- Mílton Alves da Silva, calciatore brasiliano (Porto Alegre, n.1931 - San Paolo, †1973)

## O
- Osvaldo Baliza, calciatore brasiliano (Tanguá, n.1923 - Rio de Janeiro, †1999)

## P
- Patrik Camilo Cornélio da Silva, calciatore brasiliano (San Paolo, n.1990)
- Paulo Roberto da Silva, calciatore brasiliano (Lavras, n.1987)
- Paulo Rodrigues, calciatore brasiliano (n.1986 - Bohutín, †2012)
- Paulo Victor da Silva, calciatore brasiliano (San Paolo, n.1995)

## R
- Rafael da Silva, calciatore brasiliano (San Paolo (Brasile), n.1992)
- Rafael Ratão, calciatore brasiliano (Cascavel, n.1995)
- Rafael Pereira da Silva, calciatore brasiliano (Barretos, n.1980)
- Nonato, calciatore brasiliano (Mossoró, n.1967)
- Reinaldo Manoel da Silva, calciatore brasiliano (Porto Calvo, n.1989)
- Renan Foguinho, calciatore brasiliano (Londrina, n.1989)
- Rogério Fonseca da Silva, calciatore brasiliano (Rio de Janeiro, n.1970)
- Esquerdinha, calciatore brasiliano (Jaboatão dos Guararapes, n.1989)
- Rui Tiago Dantas da Silva, calciatore portoghese (Maia, n.1994)

## S
- Sebastião Carlos da Silva, calciatore brasiliano (San Paolo, n.1959)

## T
- Thaciano, calciatore brasiliano (Campina Grande, n.1995)
- Thiago Silva, calciatore brasiliano (Rio de Janeiro, n.1984)
- Thiago Quirino da Silva, calciatore brasiliano (Belo Horizonte, n.1985)

## V
- Vagner da Silva, calciatore brasiliano (Araruna, n.1986)
- Victor Alexander da Silva, calciatore brasiliano (Belo Horizonte, n.1999)
- Vítor Silva, calciatore portoghese (Lisbona, n.1909 - †1982)

## W
- Warley Leandro da Silva, calciatore brasiliano (Recife, n.1999)
- William Fernando da Silva, calciatore brasiliano (San Paolo, n.1986)

## Y
- Yago César, calciatore brasiliano (Taboão da Serra, n.1997)
- Yago Fernando da Silva, calciatore brasiliano (San Paolo, n.1992)

## Á
- Álberis da Silva, calciatore brasiliano (n.1984)

## Â
- Luisão, calciatore brasiliano (Amparo, n.1981)
- Ânderson Miguel da Silva, calciatore brasiliano (Sorocaba, n.1983)

## É
- Édson José da Silva, calciatore brasiliano (Água Preta, n.1986)